# Romanî, Zinkiv
Romanî (în ucraineană Романи) este un sat în comuna Kîrîlo-Hannivka din raionul Zinkiv, regiunea Poltava, Ucraina.

## Demografie
Componența lingvistică a localității Romanî
     Ucraineană (95,89%)
     Rusă (4,11%)
Conform recensământului din 2001, majoritatea populației localității Romanî era vorbitoare de ucraineană (95,89%), existând în minoritate și vorbitori de rusă (4,11%).